# 高宮晋
高宮 晋（たかみや すすむ、1908年6月6日 - 1986年5月12日）は、日本の経営学者。東京帝国大学教授・一橋大学教授・上智大学教授を経て、上智大学名誉教授。

## 生涯
大分県臼杵市町生まれ。1933年東京帝国大学経済学部卒、1939年東京帝国大学助教授、1941年日本銀行調査局参与、1945年東京帝国大学教授、1946年運輸省調査局経済調査部長、1952年経営研究所所長、1954年一橋大学教授、1962年「経営組織に関する経営学的研究」で一橋大学より商学博士の学位を取得。1963年上智大学経済学部教授、1968年経済学部長、のち名誉教授。1969年流通産業研究所理事長、1975年西武百貨店取締役、1978年産業能率短期大学学長。日本学術会議会員。
アメリカ型経営学の研究にとりくみ、組織学会会長。1970年藍綬褒章、1979年勲三等旭日中綬章、1986年勲二等瑞宝章受勲。墓所は多磨霊園(20-1-56)

## 著書
- 『企業集中論』有斐閣 1942
- 『経営協議会論』同文館 經營学研究選書 1948
- 『企業経営新論 民主化と合理化』労働文化社 1950
- 『職制』ダイヤモンド社 新会社法の実務 1951
- 『経営における組織と人間』日本電報通信社 1953
- 『経営組織論』ダイヤモンド社 1961
- 『少数精鋭主義の経営体制』ダイヤモンド社 1966
- 『現代の経営』ダイヤモンド社 現代経営学全集 1970
- 『現代経営とは何か 理論と実践』マネジメント社 1980
- 『経営学 現代の経営』旺文社 ラジオ大学講座　1981
- 『経営管理 1　現代の経営』放送大学教育振興会 1985
- 『現代経営学と組織論』ダイヤモンド社 1987

### 共編著
- 『社規社則集』編 ダイヤモンド社 1950
- 『経営責任者 重役・部課長・係長』山城章共編 如水書房 現代経営選書 1953
- 『職務権限規程の作り方』編 ダイヤモンド社 1954
- 『現代経営学基礎講座』全5巻 古川栄一共編 有斐閣 1956-59
- 『近代的経営組織の作り方』編 ダイヤモンド社 1957
- 『スタッフ 新しい在り方と有効な活用』編 ダイヤモンド社 1958
- 『日本の経営 第2 会社組織』編 日本生産性本部 1959
- 『経営』野田一夫共編 有斐閣 1959
- 『経営の心理 第1　マネジメント』編 筑摩書房 1959
- 『経営組織 ビジネス・オーガニゼーション』編 青林書院 経営学全集 1960
- 『関係会社管理』編 ダイヤモンド社 1961
- 『体系経営学辞典』編 ダイヤモンド社 1962
- 『現代経営学講座』全8巻 古川栄一共編 有斐閣 1963-70
- 『ビジネスフォーム集』全9巻 編 ダイヤモンド社 1964-68
- 『地域開発と経営計画』一瀬智司共編 ダイヤモンド社 1966
- 『現代経営学の系譜』編 日本経営出版会 1969
- 『海外経営戦略』海外経営研究会（編）ダイヤモンド社 海外経営シリーズ 1970
- 『海外経営管理』海外経営研究会著（編）ダイヤモンド社 海外経営シリーズ 1971
- 『海外マーケティング』編 ダイヤモンド社 海外経営シリーズ 1972
- 『現代の経営責任者』共著 税務経理協会 1972
- 『日本的経営と動態組織』土方文一郎,園谷勇共編 丸善 1973
- 『海外経営人事』海外経営研究会著（編）ダイヤモンド社 海外経営シリーズ 1975
- 『木川田一隆の経営理念』編著 電力新報社 1978

### 翻訳
- J.H.ジャックソン『コントローラー 職能と組織』安江健一共訳 ダイヤモンド社 1952
- C.I.バーナード『現代経営者論 その職能と組織』講述 経済同友会研究部会編 鹿島研究所出版会 1964
- H.クーンツ,C.オドンネル『経営管理の原則 第2-3』中原伸之共訳 ダイヤモンド社 1965-66
- アーネスト・デール『経営管理 その理論と実際』木川田一隆共監訳 ダイヤモンド社 1967
- チャールズ・A.マイヤーズ編『コンピュータ革命 経営管理への衝撃』石原善太郎共訳 日本経営出版会 1969
- グロッホラ『経済団体の経営』監訳 坂本康実訳 日本商工会議所 1971
- ハロルド・クーンツ, サイリール・オドンネル編『現代経営学 リーディングス・シリーズ』全6巻 松岡磐木,土屋守章共監訳 同文館出版 1971-75
- ビジネスインターナショナル社編『国境を超える経営 国際マネジメントシンポジウムの記録』監訳 日刊工業新聞社 1972
- マッキンゼー編『トップ・マネジメントの経営戦略』監訳 ダイヤモンド社 1973
- W.H.ニューマン『戦略的経営とコントロール・システム その設計と運用』監訳 マネジメント社 1979

### 記念論文集
- 『企業と経営 高宮晋教授記念論文集・上』岡本康雄、小野豊明ほか共編 ダイヤモンド社 1974
- 『現代の組織 高宮晋教授記念論文集・下』岡本康雄、小野豊明ほか共編 ダイヤモンド社 1974
- 『多国籍企業と経営の国際比較 高宮誠博士追悼論集』編 同文館出版 1981

## 論文
- ＜高宮晋